# Martin Barre
Martin Lancelot Barre (Birmingham, 17 de noviembre de 1946) fue el guitarrista de Jethro Tull desde 1969 hasta 2011.
Desde que ingresó en el grupo, Barre ha aparecido en todos los álbumes de la banda, excepto en This Was y el último álbum editado por Ian Anderson bajo el nombre de Jethro Tull, The Zealot Gene 2022 . Su estilo puede calificarse como una mezcla del sonido bluesístico de Jeff Beck y Eric Clapton con toques barrocos propios del rock progresivo de principios de los setenta y sonidos típicos del folk rock. También ha tocado la flauta en algunas actuaciones en vivo con Jethro Tull y en su álbum en solitario.
Martin se desplazó a Londres con su amigo Chris que había tocado el saxo en su banda The Moonrakers porque les habían prometido trabajo en una banda liderada por Screaming Lord Sutch, donde también estuvo Ritchie Blackmore pero les dejaron a última hora. Tras ello se apuntaron a una gira con una banda basada en Bogner Regis llamada Motivation pero en la que ambos tenían que tocar el saxo. 
En 1968 el grupo se había convertido al blues. Respaldaron a artistas tales como Coasters, Drifters y Lee Dorsey y llegaron a publicar un sencillo titulado Lady Godiva para Liberty Records. Tocaron en Dundee en la Nochevieja con Pink Floyd y su nuevo miembro David Gilmour.
El grupo pasó a llamarse Gethsemane y acabó tocando en los grandes clubes de blues de Inglaterra. Gethsemane teloneó a Jethro Tull en un club de blues de Plymouth llamado The Van Dyke. Cuatro meses más tarde sería invitado a entrar en la banda. Desde entonces nunca dejaría el grupo convirtiendo su característico sonido guitarrístico en alma de la banda junto con la flauta de Ian Anderson.
Durante más de tres décadas estuvo dedicado a su trabajo junto a Ian Anderson en darle color con su característica guitarra a Jethro Tull. En 1990 comenzó a trabajar sólo también y ha grabado cuatro discos: A Summer Band. A Trick of Memory, The Meeting y Stage Left. En ellos ha combinado rock y sonidos orientales.
Barre es uno de los guitarristas más brillantes de la escena rock. Su solo de 1971 en el tema Aqualung fue votado por los lectores de la revista Guitar Player como el mejor de la época. También fue catalogado entre los 100 mejores por la revista Guitar World. El líder de Dire Straits, Mark Knopfler, en una entrevista en 2005 calificó su trabajo junto a Jethro Tull como «mágico».
En 2004 giró para promocionar su cuarto álbum así como todos los conciertos de Jethro Tull. A finales de 2006 se encontraba colaborando con el veterano grupo de folk inglés Pentangle. En 2007 participó en un proyecto acústico junto al cantante Dan Crisp y el bajista Alan Bray.
En 2011 Ian Anderson les comunicaría abruptamente a él y al baterista Doane Perry, durante una gira de Jethro Tull, que ya no quería seguir trabajando bajo el nombre de la banda.

## Discografía (solitario)
- A Summer Band (1992)
- A Trick of Memory (1994)
- The Meeting (1996)
- Stage Left (2003)
- Away with Words (2013)
- Order of Play (2014)
- Roads Less Travelled (2019)